# Saint-Martin-sur-Ouanne
Saint-Martin-sur-Ouanne és un municipi francès, situat al departament del Yonne i a la regió de Borgonya - Franc Comtat. L'any 2007 tenia 436 habitants.

## Demografia

### Població
El 2007 la població de fet de Saint-Martin-sur-Ouanne era de 436 persones. Hi havia 196 famílies, de les quals 60 eren unipersonals (36 homes vivint sols i 24 dones vivint soles), 80 parelles sense fills, 48 parelles amb fills i 8 famílies monoparentals amb fills.
La població ha evolucionat segons el següent gràfic:
Habitants censats

### Habitatges
El 2007 hi havia 326 habitatges, 195 eren l'habitatge principal de la família, 101 eren segones residències i 30 estaven desocupats. 309 eren cases i 8 eren apartaments. Dels 195 habitatges principals, 148 estaven ocupats pels seus propietaris, 36 estaven llogats i ocupats pels llogaters i 11 estaven cedits a títol gratuït; 2 tenien una cambra, 17 en tenien dues, 30 en tenien tres, 70 en tenien quatre i 76 en tenien cinc o més. 163 habitatges disposaven pel capbaix d'una plaça de pàrquing. A 102 habitatges hi havia un automòbil i a 73 n'hi havia dos o més.

### Piràmide de població
La piràmide de població per edats i sexe el 2009 era:
| Homes | Edats   | Dones |
| ----- | ------- | ----- |
| 0     | 95 o +  | 0     |
| 0     | 90 a 94 | 0     |
| 8     | 85 a 89 | 0     |
| 8     | 80 a 84 | 8     |
| 20    | 75 a 79 | 16    |
| 12    | 70 a 74 | 20    |
| 4     | 65 a 69 | 12    |
| 12    | 60 a 64 | 4     |
| 20    | 55 a 59 | 24    |
| 16    | 50 a 54 | 12    |
| 16    | 45 a 49 | 16    |
| 4     | 40 a 44 | 12    |
| 12    | 35 a 39 | 16    |
| 4     | 30 a 34 | 4     |
| 4     | 25 a 29 | 4     |
| 20    | 20 a 24 | 12    |
| 8     | 15 a 19 | 4     |
| 8     | 10 a 14 | 4     |
| 8     | 5 a 9   | 4     |
| 4     | 0 a 4   | 8     |

## Economia
El 2007 la població en edat de treballar era de 273 persones, 181 eren actives i 92 eren inactives. De les 181 persones actives 164 estaven ocupades (91 homes i 73 dones) i 17 estaven aturades (6 homes i 11 dones). De les 92 persones inactives 44 estaven jubilades, 20 estaven estudiant i 28 estaven classificades com a «altres inactius».

### Ingressos
El 2009 a Saint-Martin-sur-Ouanne hi havia 187 unitats fiscals que integraven 423,5 persones, la mediana anual d'ingressos fiscals per persona era de 16.834 €.

### Activitats econòmiques
Dels 18 establiments que hi havia el 2007, 2 eren d'empreses alimentàries, 8 d'empreses de construcció, 2 d'empreses de comerç i reparació d'automòbils, 1 d'una empresa de transport, 2 d'empreses d'hostatgeria i restauració i 3 d'empreses de serveis.
Dels 9 establiments de servei als particulars que hi havia el 2009, 2 eren paletes, 1 guixaire pintor, 4 lampisteries, 1 empresa de construcció i 1 restaurant.
Dels 2 establiments comercials que hi havia el 2009, 1 era una botiga de més de 120 m² i 1 una botiga de menys de 120 m².
L'any 2000 a Saint-Martin-sur-Ouanne hi havia 12 explotacions agrícoles que ocupaven un total de 1.360 hectàrees.

## Equipaments sanitaris i escolars
El 2009 hi havia 1 escola maternal integrada dins d'un grup escolar amb les comunes properes formant una escola dispersa i 1 escola elemental integrada dins d'un grup escolar amb les comunes properes formant una escola dispersa.

## Poblacions més properes
El següent diagrama mostra les poblacions més properes.